# Santo Tomás en Parione (título cardenalicio)
Santo Tomás en Parione fue un título cardenalicio de la Iglesia católica. Fue instaurado el 6 de julio de 1517 por el papa León X, cuando aumentó el número de cardenales en el consistorio de celebrado el 1 de julio y suprimido el 18 de diciembre de 1937 por el papa Pío XI, con la constitución apostólica Quum S. Thomae en Parione y trasladado al de Santa María en Vallicella.

## Titulares
- Lorenzo Campeggi (24 enero 1518 - 1519)
  - Vacante (1519-1529)
- Girolamo Doria, título pro illa vice (15 noviembre 1529 - 29 mayo 1555)
- Luigi di Guisa, título pro illa vice (17 julio 1555 - 24 marzo 1568); (24 marzo 1568 - 29 marzo 1578)
- Girolamo Bernerio, O.P. (14 enero 1587 - 8 noviembre 1589)
  - Vacante (1589-1597)
- Francesco Mantica (24 enero 1597 - 17 junio 1602)
- Innocenzo Del Bufalo-Cancellieri (10 diciembre 1604 - 1 junio 1605)
- Carlo Gaudenzio Madruzzo (20 junio 1605 - 1616)
- Pietro Campori (17 octubre 1616 - 4 febrero 1643)
- Gregorio Barbarigo (21 junio 1660 - 13 septiembre 1677)
  - Vacante (1677-1690)
- Bandino Panciatichi (10 abril 1690 - 8 agosto 1691)
  - Vacante (1691-1716)
- Innico Caracciolo (30 marzo 1716 - 6 septiembre 1730)
- Giuseppe Firrao (19 noviembre 1731 - 29 agosto 1740)
  - Vacante (1740-1746)
- Giovanni Battista Barni (19 diciembre 1746 - 24 enero 1754)
- Paul d'Albert de Luynes (2 agosto 1758 - 21 enero 1788)
  - Vacante (1788-1801)
- Giulio Gabrielli (20 julio 1801 - 17 diciembre 1819)
  - Vacante (1819-1831)
- Pedro Inguanzo Rivero (28 febrero 1831 - 30 enero 1836)
  - Vacante (1836-1863)
- Jean-Baptiste-François Pitra, O.S.B. (19 marzo 1863 - 22 febrero 1867)
- Francisco de Paula Benavides y Navarrete (25 junio 1877 - 28 febrero 1879)
- Gaetano Aloisi Masella (17 marzo 1887 - 16 enero 1893)
- Giuseppe Guarino (19 enero 1893 - 22 septiembre 1897)
  - Vacante (1897-1903)
- Johannes Baptist Katschthaler (12 noviembre 1903 - 27 febrero 1914)
  - Vacante (1914-1937)